# 西館山スキー場
西館山スキー場 （にしだてやまスキーじょう） は、長野県下高井郡山ノ内町にあるスキー場である。

## 概要
志賀高原スキー場の中央エリアに位置し、西館山（標高1756m）の南麓斜面に広がる適度な斜度をもった中斜面を生かして中級者向けのコースと、これを迂回する初級者コースが整備されている。スキー場の上部と下部にある2本のクワッドリフトに沿ってスキー技術レベルに合わせた3本のコースが配置され、また、西館山東麓には独立した初級者向けのゲレンデがあり高天ヶ原マンモススキー場とのアクセスにも使われる。
スキー場最上部は尾根状の広場になっていて、東側に高天ヶ原マンモススキー場が正面に見え、西側には遠く北アルプスの峰々を眺めるパノラマが広がる。各コースは中盤からは谷間に囲まれた地形になり、遠景は望めなくなる。奥志賀林道を跨ぐ高天ヶ原連絡橋を経由して高天ヶ原マンモススキー場にアクセスできる。またスキー場最下部においては、発哺ブナ平スキー場の最下部と合流し、その先にあるジャイアントスキー場に通じる。
リフト3路線、コース4本、標高1336〜1739m（標高差403m）、コースレベル配分は上級30％、中級40％、初級30％。リフト運営主体は、志賀高原リゾート開発。
営業期間は12月下旬〜3月下旬まで。
駐車場は隣接するスキー場に用意されている。
スキーヤーやスケートボーダーの間では「西館（にしたて）」と呼ばれることもある。隣接する高天ヶ原マンモススキー場、発哺ブナ平スキー場、ジャイアントスキー場との間を滑走して往来することができる。

## コース・ゲレンデ
(滑走延長、平均斜度／最大斜度)

### 初級者コース
- 西館山初級コース(1730m、9°／18°)
  - 西館山第1フーディクワッドリフトまたは西館山第2トリプルリフトの各降車場から北西側に開けたなだらかなコース。
  - 西館山レストハウスに物資を運ぶための林道を活用したコースで、序盤はコース幅は広く、中盤以降はコース幅が狭小となる。終盤は広々としたゲレンデ風のコースとなり、西館山第1フーディクワッドリフト乗車場に連絡する。
  - 西館山第1フーディクワッドリフト乗車場の右脇にコースが続いているが、その先はやや斜度が急になる中級者コースとなっているので、初級者は注意が必要。

- 西館山高天ヶ原ゲレンデ(280m、7°／13°)
  - 高天ヶ原マンモススキー場に滑り込む連絡コース的性格のゲレンデ。
  - 西館山第2トリプルリフトを使って繰り返し滑走を楽しめる初級者ゲレンデ。横幅が十分に確保されているので初級者でも恐怖心は少ないが、高天ヶ原連絡橋への上り坂を漕がず登りつめようとするスキーヤーが、かなりの速度で滑走する場合があるので、注意が必要。
  - かつてはナイター運営を行っていたが現在は休止している。

### 中級者コース
- 西館山中級コース(1000m、15°／28°)
  - スキー場最上部から西側に開かれた幅の広いコースで、西館山スキー場の中で最も人気のある。
  - コース前半部分でワールドカップコースが左から合流し、すぐに左に分流してゆく。
  - 前半は快適な中斜面。コース中間部において、西館山初級コースが分合流する踊り場状の緩斜面となっている。その先はコースが左に折れて急斜面となって落ち込む壁となる。この壁は、午後になるとコブ斜面となるとともに南向き斜面のために雪質も重くなる傾向にあり、中級者でも悪戦苦闘する姿が見受けられる。この区間は、2019年の台風の影響によりコースが土砂崩れを起こし2019-2020シーズンから閉鎖され、西館山初級コースに迂回する措置が取られている（2020-2021シーズン現在）。

- ワールドカップコース(1427m、15°／28°)
  - FIS公認の大回転コースであった西館山大回転コースのスタート地点から約380mまでの最上部分が廃止されたことにより、上部を迂回するコースを経由して新たに命名されたコース。
  - 西館山第1フーディクワッドリフト降車場から南西斜面につくられた3つのコースの中で左側のコース（右側は初級コース、中央は西館山中級コース）。
  - 途中で西館山中級コースが右側から合流し、本コースはその直後に左に分岐する（西館山中級コースは直進）。
  - コース中盤で西館山クワッドリフトの降車場が見えてくる辺りを右に進まずに、直進するのが本コース。右に曲がれば西館山第1フーディクワッドリフト乗車場にアクセスできる。
  - コース終盤では、西館山クワッドリフト乗車場まで直線的に滑り込む西館山大壁コースと、左にやや迂回するコースとに分かれる（迂回コースが本来のルートであり、西館山大壁コースは後に作られたバイパスコース）。
  - コース最終盤において、西館山クワッドリフトを利用せずに、そのまま滑走を続ければ発哺クワッドリフトを利用して発哺ブナ平スキー場へ、また更に直進すればジャイアントスキー場にアクセスできる。
  - コース後半の上空を、かつては志賀高原ロープウェイが横断していた。

- 西館山大壁コース(212m、19°／20°)
  - スキー場下部に新設された直線的なコースで、全体がワールドカップコースとの重複区間となっている。
  - 閉鎖されていることが多い。

### 廃止されたコース
- 西館山上級コース(520m、23°／31°)
  - 概ね西館山第1フーディクワッドリフトの西側（下から見上げて左側）に沿ってレイアウトされていた。
  - コース幅が狭く、直線的な急斜面が続く難コースであった。
  - 西館山中級コースの中盤にある南向きの壁を下りきった地点で同コースに合流する。
  - 現在でも第1フーディクワッドリフトに乗車して左側を見るとコースの名残を確認できる。また、西館山中級コースから西館山大回転コースへの連絡コースからも当時横断していた本コースの痕跡を確認できる。
- 西館山大回転コース(1600m、18°／23°)
  - FIS公認の大回転コースであった。
  - 西館山第1フーディクワッドリフト降車場を降りて右に出ると本コースの起点となっていた。
  - 序盤は、上級者向けの非圧雪コブ斜面となっている場合が多かった。
  - 西館山クワッドリフトの降車場の上部でワールドカップコースが合流してくる地点までが廃止区間であり、合流地点から下部はワールドカップコースと名前を変えて現存している。
  - 現在も非圧雪ではあるが、コースとしては残っており非公認のコースながら滑り降りることができる。

## リフト
(距離、高低差、時間)

### 営業中リフト
- 西館山第1フーディクワッドリフト(788m、270m、3分45秒)
  - フード付き高速四人乗り自動循環式チェアリフト(デタッチャブルチェアリフト)。
  - 西館山スキー場のメインとなるリフトで、本リフトを使えば西館山頂付近から全てのコースやゲレンデにアクセスできる。
  - 志賀高原スキー場においてフード付きのリフトは、焼額山スキー場の第3高速リフトと本リフトのみである。

- 西館山第2トリプルリフト(237m、64m、2分28秒)
  - 西館山高天ヶ原ゲレンデの脇に架かる3人乗り固定循環式チェアリフト。
  - 西館山高天ヶ原ゲレンデを繰り返し滑走するために便利であるが、スキーヤーの多くは高天ヶ原スキー場から西館山スキー場へのアクセスとして利用している。
  - 降車場は西館山第1フーディクワッドリフトの降車場よりも10m程高い場所にあるので、西館山スキー場の最上部から最下部までを堪能するには、本リフトを利用する必要がある。
  - 降車場のスペースは広くはないが景観がよい。

- 西館山クワッドリフト(604m、188m、3分21秒)
  - 西館山スキー場の最下部と中間部を結ぶ高速四人乗り自動循環式(デタッチャブル)チェアリフト。
  - ワールドカップコースの最下部に乗車場があり、発哺ブナ平スキー場、或いはジャイアントスキー場からもアクセスできる。
  - 降車場から350ｍ程滑走すれば西館山第1フーディクワッドリフトに連絡する。
  - かつては「西館山ペアリフト(601m、194m、5分01秒)」と呼ばれる二人乗り固定循環式チェアリフトであったが、1997-1998シーズンに現在のリフトに架け変わった。
  - 本スキー場が開設された当時は本リフトもコースも存在せず、後にコースだけが整備され西館山スキー場から発哺ブナ平スキー場やジャイアントスキー場に一方的にアクセスすることが可能となった。本リフトの設置により双方の往来が可能になった。

### 料金
2020～2021シーズンの中央エリア限定リフト料金(消費税及び地方消費税込み)は以下の通りである。志賀高原18スキー場共通リフト券については志賀高原スキー場を参照のこと。
| 券種    | 大人  | 小学生以下 | 備考               |
| ------- | ----- | ---------- | ------------------ |
| 4時間券 | 4,500 | 2,300      | 期間:12/21～3/31。 |
| 1日券   | 5,000 | 2,500      | 期間:12/21～3/31。 |
| 1日券   | 3,900 | 2,000      | 期間:OPEN～12/20   |
| 1日券   | 4,100 | 2,000      | 期間:4/1～CLOSE    |

## 施設・サービス

### 飲食施設
西館山スキー場内にはレストランはなく、高天ヶ原マンモススキー場かジャイアントスキー場の麓にある宿泊施設の一部が昼時営業する飲食店を利用する。
西館山第1フーディクワッドリフトの乗車場近くにある西館山レストハウスは、現在食事等の提供サービスはなく、トイレのみ利用できる。

### 宿泊施設
スキー場に隣接する宿泊施設はなく、発哺温泉の外れにある数件の宿から西館山スキー場に直接アクセスできるほかは、高天ヶ原マンモススキー場やジャイアントスキー場の麓にある宿泊施設等が複数ある。
- 直接スキー場にアクセスできる宿泊施設
  - 西発哺温泉ホテル：唯一西館山スキー場との間をスキー滑走により直接アクセス可能。西館山大回転コースの中盤でコース上部から見て左側に、ホテルの案内看板があり、細い分岐路によって滑走しながら宿に辿り着ける。また、ホテル側からは建屋の裏側を通って西館山大回転コースに滑り込むことができる。
  - 志賀スイスイン：西館山クワッドリフト降車場の上部にあり、建屋から直接西館山スキー場に滑り込むことが可能。帰路は板を外して宿まで徒歩で登る必要がある。

### 駐車場施設
隣接するスキー場に整備された駐車場を利用する。
- 高天ヶ原マンモススキー場駐車場
  - 高天ヶ原ゲレンデ下部にある日帰り客向けの駐車場。
  - 駐車台数:約100台。

- 高天ヶ原駐車場
  - 高天ヶ原ゲレンデ下部にある宿泊客向けの駐車場。
  - 駐車台数:約100台。

- ジャイアント駐車場
  - ワールドカップコース最下部から接続するジャイアントスキー場にある。
  - 駐車台数:約350台。

## 交通

### 道路
長野県側の湯田中方面から国道292号線を登ると、水無池付近の「20号カーブ」三叉路交差点を左折する（一般には白樺ルートと呼ばれている）。
道なりに1km程進むとやがて琵琶池畔に至り、白樺ルートから外れて斜め左に入る道路を入る。更に1km余り進むとジャイアント駐車場に到着する。
また、国道をさらに登り、途中で奥志賀林道に進めば高天ヶ原マンモススキー場（高天ヶ原マンモススキー場駐車場）にアクセスできる。

### 公共交通機関
長野電鉄長野線の湯田中駅前から長電バス奥志賀高原線で「高天ヶ原スキー場」停留所下車。
東日本旅客鉄道北陸新幹線および信越本線の長野駅東口バス広場、或いは東日本旅客鉄道北陸新幹線および飯山線の飯山駅千曲川口バス広場から長電バス急行志賀高原線で「高天ヶ原スキー場」停留所下車。